# Епархия Олены
Епархия Олены (лат. Dioecesis Olenensis) — упразднённые византийская и латинская епархии, в настоящее время — титулярная епархия Римско-Католической церкви.

## История
Античный город Олена в Древней Греции в первые века христианства был центром одноимённой епархии. Первоначально епархия Олены входила в Коринфскую митрополию. В IX веке епархия Олены вошла в Патрийскую митрополию. Епархия Олены под наименованием «Епархия Болены» упоминается в сочинении «Notitia episcopatuum», которое относит её существование к концу IX и началу X веков. Имена греческих епископов епархии Олены не известны.
Во время Четвёртого крестового похода (1204 год) Святой Престол учредил епархию Олены латинского обряда. Эта латинская епархия просуществовала до первой четверти XV века. К епархии Олены относился город Андравида, который был столицей Ахейского княжества. Андравида с 1242 по 1236 год была кафедрой епархии Олены. Кафедральным собором в это время была церковь святой Софии в Андравиде. Андравида была резиденцией епископов Олены до упразднения епархии в 1421 году.
С 1519 года епархия Олены является титулярной епархией Римско-Католической церкви.

## Латинские епископы
- епископ P. (упоминается в 1217 году);
- епископ Гильельмо (6.05.1246 — ?);
- епископ Giullaume de Pontoise O.S.B.Clun.[1] (1258 — 18.12.1263);
- неизвестный епископ (упоминается в 1278 году);
- епископ Николо (30.09.1285 — ?);
  - епископ Джованни Муто деи Папаццурри (23.12.1297 — 6.02.1300) — назначен епископом Имолы;
- епископ Леонард (26.03.1300 — ?);
- * епископ Aimone O.S.B. (1310 — 13.01.1313) — назначен епископом Арбе;
- епископ Джакомо (1313 — ?);
- епископ Джованни O.Cist. (1330 — ?);
- епископ Франческо I (18.03.133 — ?);
- епископ Людовико дела Торе (30.03.1349 — 17.05.1357) — назначен епископом Корони;
- епископ Франческо II (26.05.1357 — ?);
- епископ Франческо да Пьяченца O.F.M. (4.03.1362 — ?);
- епископ Маттео (27.03.1370 — ?);
- епископ Людовико (24.07.1388 — ?);
- епископ Антонио да Мачерата O.E.S.A. (11.08.1391 — ?);
- епископ Теодоро Константинопольский O.P. (10.04.1418 — 1421).

## Титулярные епископы
- епископ Pierre de l’Abbé (13.04.1519 — ?);
- епископ Раймондо Леццоли Raimondo Lezzoli OP (20.09.1696 — 18.01.1706);
- епископ Michael Portier (26.08.1825 — 15.01.1829) — назначен епископом Мобила;
- епископ Томас Гриффитс (30.07.1833 — 12.08.1847);
- епископ Sébastien-Théophille Neyret (31.03.1848 — 5.11.1862);
- епископ Agustín Cecilio Gómez de Carpena y Bolio (22.09.1864 — 5.10.1868);
- епископ Jean-Marcel Touvier C.M. (1.10.1869 — 4.08.1888);
- епископ Пио Клаудио Нези O.F.M. (22.04.1901 — 2.05.1901);
- епископ Joseph Robert Cowgill (26.09.1905 — 7.06.1911) — назначен епископом Лидса;
- епископ Luís Silva Lezaeta (5.01.1912 — 3.02.1928) — назначен епископом Антофагасты;
- епископ Павел Ван Вэньчэн (16.12.1929 — 11.04.1946) — назначен епископом Шуньцина;
- епископ Clemens Geiger C.PP.S. (17.01.1948 — 14.06.1995).

## Источник
- Annuario Pontificio, Libreria Editrice Vaticana, Città del Vaticano, 2003, ISBN 88-209-7422-3
- Gaetano Moroni, Dizionario di erudizione storico-ecclesiastica, vol. XLIII, Venezia 1848, стр. 287  (лат.)
- Pius Bonifacius Gams, Series episcoporum Ecclesiae Catholicae, Leipzig 1931, стр. 431  (лат.)
- Konrad Eubel, Hierarchia Catholica Medii Aevi, vol. 1 Архивная копия от 9 июля 2019 на Wayback Machine, стр. 375; vol. 2 Архивная копия от 4 октября 2018 на Wayback Machine, стр. XXXIII; vol. 3 Архивная копия от 21 марта 2019 на Wayback Machine, стр. 262; vol. 5, стр. 295  (лат.)
- Michel Lequien, Oriens christianus in quatuor Patriarchatus digestus, Parigi 1740, Tomo II, coll. 228—229 e Indice p. V  (лат.)
- Bolaena, Dictionnaire d’Histoire et de Géographie ecclésiastiques, vol. IX, Parigi 1937, col. 596  (фр.)
- Olenus, Catholic Encyclopedia  (англ.)